# سودا سبرينغ (أيداهو)
سودا سبرينغ (بالإنجليزية: Soda Springs)‏ هي مدينة أمريكية تقع في ولاية أيداهو. تبلغ مساحة هذه المدينة 11.8 (كم²)،ويبلغ عدد سكانها 3058 نسمة حسب إحصاء سنة 2010 م 3058.تشير إحصاءات سنة 2000م بأن الكثافة السكانية في هذه المدينة تقدر بـ(269) نسمة/كم2

## التركيبة السكانية
قام مكتب تعداد الولايات المتحدة بتحديد بيانات التركيبة السكانية لسودا سبرينغ في تعداد الولايات المتحدة. في ما يلي، التركيبة السكانية حسب تعدادي 2000 و2010.

### تعداد عام 2000
بلغ عدد سكان سودا سبرينغ 3,381 نسمة بحسب تعداد عام 2000، وبلغ عدد الأسر 1,210 أسرة وعدد العائلات 905 عائلة مقيمة في المدينة. في حين سجلت الكثافة السكانية 747.1 نسمة لكل ميل مربع (288.5/كم2). وبلغ عدد الوحدات السكنية 1,505 وحدة بمتوسط كثافة قدره 332.6 نسمة لكل ميل مربع (128.4/كم2).
وتوزع التركيب العرقي للمدينة بنسبة 96.63% من البيض و0.09% من الأمريكيين الأصليين و0.15% من الأمريكيين ذوي الأصول الآسيوية و0.21% من سكان جزر المحيط الهادئ و0.03% من الأمريكيين الأفارقة و1.72% من عرقين مختلطين أو أكثر.
بلغ عدد الأسر 1,210 أسرة كانت نسبة 40.7% منها لديها أطفال تحت سن الثامنة عشر تعيش معهم، وبلغت نسبة الأزواج القاطنين مع بعضهم البعض 66.1% من أصل المجموع الكلي للأسر، ونسبة 6.5% من الأسر كان لديها معيلات من الإناث دون وجود شريك، وكانت نسبة 25.2% من غير العائلات. تألفت نسبة 22.1% من أصل جميع الأسر من أفراد ونسبة 9.3% كانوا يعيش معهم شخص وحيد يبلغ من العمر 65 عاماً فما فوق. وبلغ متوسط حجم الأسرة المعيشية 3.24، أما متوسط حجم العائلات فبلغ 2.74.
بلغ العمر الوسطي للسكان 34 عاماً. وكانت نسبة 30.8% من القاطنين تحت سن الثامنة عشر، وكانت نسبة 9.5% بين الثامنة عشر والأربعة وعشرون عاماً، ونسبة 26.0% كانت واقعةً في الفئة العمرية ما بين الخامسة والعشرين حتى الرابعة والأربعين عاماً، ونسبة 20.1% كانت ما بين الخامسة والأربعين حتى الرابعة والستين، ونسبة 13.5% كانت ضمن فئة الخامسة والستين عاماً فما فوق. يوجد لكل 100 أنثى 95.2 ذكر، ويوجد لكل 100 أنثى في الثامنة عشر من عمرها فما فوق 97.3 ذكر.
بلغ متوسط دخل الأسرة في المدينة 40,690 دولار، أما متوسط دخل العائلة فبلغ 46,152 دولار. وكان متوسط دخل الذكور 41,979 دولار مقابل 21,250 دولار للإناث. وسجل دخل الفرد الخاص بالمدينة 15,729 دولار. وكانت نسبة 7.0% من العائلات ونسبة 9.3% من السكان تحت خط الفقر، وكان من هؤلاء نسبة 8.5% تحت سن الثامنة عشر ونسبة 8.7% في الخامسة والستين من العمر وما فوق.

### تعداد عام 2010
بلغ عدد سكان سودا سبرينغ 3,058 نسمة بحسب تعداد عام 2010، وبلغ عدد الأسر 1,204 أسرة وعدد العائلات 830 عائلة مقيمة في المدينة. في حين سجلت الكثافة السكانية 673.6 نسمة لكل ميل مربع (260.1/كم2). وبلغ عدد الوحدات السكنية 1,393 وحدة بمتوسط كثافة قدره 306.8 لكل ميل مربع (118.5/كم2).
وتوزع التركيب العرقي للمدينة بنسبة 96.4% من البيض و0.3% من الأمريكيين الأصليين و0.3% من الأمريكيين ذوي الأصول الآسيوية و0.4% من سكان جزر المحيط الهادئ و0.1% من الأمريكيين الأفارقة و1.2% من عرقين مختلطين أو أكثر.
بلغ عدد الأسر 1,204 أسرة كانت نسبة 33.4% منها لديها أطفال تحت سن الثامنة عشر تعيش معهم، وبلغت نسبة الأزواج القاطنين مع بعضهم البعض 56.9% من أصل المجموع الكلي للأسر، ونسبة 8.4% من الأسر كان لديها معيلات من الإناث دون وجود شريك، بينما كانت نسبة 3.7% من الأسر لديها معيلون من الذكور دون وجود شريكة وكانت نسبة 31.1% من غير العائلات. تألفت نسبة 28.2% من أصل جميع الأسر من أفراد ونسبة 12.5% كانوا يعيش معهم شخص وحيد يبلغ من العمر 65 عاماً فما فوق. وبلغ متوسط حجم الأسرة المعيشية 3.03، أما متوسط حجم العائلات فبلغ 2.47.
بلغ العمر الوسطي للسكان 37.8 عاماً. وكانت نسبة 27.4% من القاطنين تحت سن الثامنة عشر، وكانت نسبة 7.1% بين الثامنة عشر والأربعة وعشرون عاماً، ونسبة 22.9% كانت واقعةً في الفئة العمرية ما بين الخامسة والعشرين حتى الرابعة والأربعين عاماً، ونسبة 26.2% كانت ما بين الخامسة والأربعين حتى الرابعة والستين، ونسبة 16.4% كانت ضمن فئة الخامسة والستين عاماً فما فوق. وتوزع التركيب الجنسي للسكان بنسبة 49.7% ذكور و50.3% إناث.